# Iňa
Iňa – wieś (obec) na Słowacji położona w kraju nitrzańskim, w powiecie Levice. Pierwsze wzmianki o miejscowości pochodzą z roku 1156. 
Według danych z dnia 31 grudnia 2012, wieś zamieszkiwały 203 osoby, w tym 98 kobiet i 105 mężczyzn.
W 2001 roku pod względem narodowości i przynależności etnicznej 88,04% mieszkańców stanowili Słowacy, a 8,13% Węgrzy.
Ze względu na wyznawaną religię struktura mieszkańców kształtowała się w 2001 roku następująco:
- Katolicy rzymscy – 85,17%
- Grekokatolicy – 0,48%
- Ewangelicy – 2,87%
- Ateiści – 3,83%
- Nie podano – 4,78%